# DEFA-Indianerfilm
Der DEFA-Indianerfilm bezeichnet die in der DDR entstandenen Abenteuer- und Westernfilme, die die DEFA für die Kinoleinwand herstellte.
Mitte der 1960er Jahre begann man in der DDR mit der Produktion von Indianerfilmen. Die Protagonisten waren meist Indianer, die gegen den Kolonialismus kämpfen. Die Geschichten spielen überwiegend auf dem später annektierten Gebiet der USA. Die Bezeichnung als Western war lange verpönt. Während die in der Bundesrepublik produzierten Karl-May-Filme mehr Wert auf leichte Unterhaltung legten, setzte man beim DEFA-Indianerfilm mehr auf eine historisch genauere Umsetzung der Geschichten.
Dabei drehten die Filme das aus US-amerikanischen und westdeutschen Produktionen vermittelte Klischee um: Während amerikanische Western die Indianer noch sehr lange als primitive Wilde darstellten, die anscheinend unbegründet unschuldige weiße Einwanderer überfallen und dafür mit gerechten Racheaktionen der Siedler oder der Armee zu rechnen hatten, und auch in den westdeutschen Karl-May-Filmen das Schicksal der Ureinwohner nur vereinfacht angeschnitten wurde, erzählten die DDR-Produktionen die Geschichten aus Sicht der geplagten Indianer. In den USA kamen erst mit dem New-Hollywood-Western, wie zum Beispiel Little Big Man (1970) von Arthur Penn, Filme ins Kino, die auch ein realistischeres Indianerbild zeigten. Allerdings waren die Indianer in den New-Hollywood-Filmen – im Gegensatz zum DEFA-Indianerfilm – nicht die Hauptpersonen.
Um den Filmen zu Erfolg zu verhelfen, setzten die DEFA-Indianerfilme auf bekannte und wiederkehrende Stars. Während bei den Karl-May-Filmen Pierre Brice die Hauptrolle des Indianers Winnetou spielte, verkörperte Gojko Mitić in fast allen DEFA-Indianerfilmen die Rolle eines Indianerhäuptlings (nur in Blauvogel und Atkins spielte er nicht mit).

Die 15 Filme der DEFA ergeben keine direkte zusammenhängende Geschichte. So spielt Gojko Mitić in fast jedem Film einen anderen Häuptling, aus heterogenen Indianerstämmen mit verschiedenen Kulturen und über einen weiten Zeitzusammenhang.
Ausnahmen sind die Filme Spur des Falken (1968) und Weiße Wölfe (1969), in denen Mitić jeweils den Dakota-Häuptling Weitspähender Falke spielt, sowie Apachen (1973) und Ulzana (1974), in denen er den historischen Apachenhäuptling Ulzana verkörpert. Dessen Interpretation unterscheidet sich aber deutlich gegenüber der Verfilmung von Robert Aldrichs Keine Gnade für Ulzana (1972). An beiden Ulzana-Filmen hatte Mitić auch selbst am Drehbuch mitgearbeitet. Erste Erfahrungen mit der Indianerdarstellung hatte Mitić schon 1963/64 in den westdeutschen Karl-May-Filmen Old Shatterhand, Winnetou 2. Teil und Unter Geiern sammeln können.
Die Regisseure wechselten von Film zu Film. Nur Konrad Petzold (vier Indianerfilme, sowie ein Wildwestfilm) und Gottfried Kolditz (drei Filme) inszenierten mehr als einen Film der Reihe.
Die Inhalte beschränkten sich dabei nicht auf Geschichten einzelner Indianerfiguren, sondern behandelten auch Themen wie den Versuch friedlichen Zusammenlebens mit den Weißen (Osceola) oder das Leben in der Reservation (Tödlicher Irrtum).
Zusätzlich zu den Indianerfilmen produzierte die DEFA auch zwei Wildwestfilme, in denen Indianer keine Rolle spielen, jeweils mit Dean Reed in der Hauptrolle: Kit & Co (1974), nach Jack London, und Sing, Cowboy, sing (1981). Im Indianerfilm Blutsbrüder traten Reed und Gojko Mitić gemeinsam auf. Als Nachzügler der Reihe drehte die DEFA zusammen mit dem Fernsehen der DDR 1988 noch einen zweiteiligen TV-Indianerfilm: Präriejäger in Mexiko, wieder mit Gojko Mitic in der Indianerrolle und erstmals nach einer Vorlage von Karl May.
Die Filme sind als Teil des gesamten Filmerbes der DEFA über die Archivplattform Progress Film zugänglich und lizenzierbar.

## DEFA-Indianerfilme
DEFA Gruppe „Roter Kreis“:
- 1966: Die Söhne der großen Bärin, nach dem Roman Die Söhne der Großen Bärin
- 1967: Chingachgook – Die große Schlange, nach Motiven aus dem Lederstrumpf-Roman Der Wildtöter
- 1968: Spur des Falken
- 1969: Weiße Wölfe
- 1970: Tödlicher Irrtum
- 1971: Osceola
- 1972: Tecumseh
- 1973: Apachen
- 1974: Ulzana
- 1975: Blutsbrüder
- 1978: Severino

DEFA Gruppe „Johannisthal“:
- 1979: Blauvogel, frei nach dem gleichnamigen Roman
- 1983: Der Scout
- 1985: Atkins – kein Indianer als zentrale Figur, aber als wichtige Person

DEFA Gruppe „Berlin“:
- 1982: Der lange Ritt zur Schule – Kinderfilm / Parodie auf den Indianerfilm